# Parque de Invierno
Parque de Invierno är en park i Spanien.   Den ligger i provinsen Province of Asturias och regionen Asturien, i den norra delen av landet, 400 km nordväst om huvudstaden Madrid. Parque de Invierno ligger 232 meter över havet.
Terrängen runt Parque de Invierno är kuperad åt sydväst, men åt nordost är den platt. Runt Parque de Invierno är det tätbefolkat, med 297 invånare per kvadratkilometer. Närmaste större samhälle är Oviedo, 0,97 km norr om Parque de Invierno. Omgivningarna runt Parque de Invierno är en mosaik av jordbruksmark och naturlig växtlighet.